# Centaurea djebel-amouri
Centaurea djebel-amouri là một loài thực vật có hoa trong họ Cúc. Loài này được Greuter mô tả khoa học đầu tiên năm 2003.